# Microsoft Exchange Server
Microsoft Exchange je u osnovi mejl server, koji podržava POP, IMAP, veb klijente, kao i svoj klijent Microsoft Outlook. Ali kada bi kao proizvod Exchange bio samo mejl server, to bi bio vrlo skup i komplikovan izbor za korisnike. Exchange omogućuje korisnicima da razmenjuju informacije pomoću Outlook-a ili Outlook Web Access, dakle omogućuje saradnju među korisnicima. Primeri takve saradnje su održavanje zajedničkih lista adresa kojima svaki korisnik može pridodati vlastite adrese, dogovaranje sastanaka, te razmenjivanje ostalih tipova informacija preko public foldera ili dopuštanjem pristupa vlastitim folderima u mailboxu.

## Upotreba
Današnji poslovni zahtevi, sigurnost i mobilnost su veći nego ikad. Da bi se odgovorilo ovim zahtevima MS Exchange je unapredio jednostavni mejl da bi povećao korisničku produktivnost i držao informacije na dohvat ruke, a u isto vreme bio dovoljno fleksibilan da odgovori organizacijskom administrativnom modelu. Exchange Server nudi ugrađenu zaštitnu tehnologiju i omogućava da se biznis kreće, reducira neželjenu elektronsku poštu i viruse, omogućava pouzdane komunikacije i pomaže preduzećima da budu fleksibilne.
Koristi se u srednje velikim i velikim poduzećima. Kućni korisnici obično nemaju Exchange Serverov račun elektronske pošte. Umesto toga koriste POP3 račun elektronske pošte davatelja internetskih usluga (ISP) ili veb-uslugu elektronske pošte.

## Razvoj

### Exchange server 4.0
Originalna verzija Exchange Servera je nastala kao nadogradnja Microsoft mejla 3.5. Na tržištu se pojavio 11. juna 1996. godine. Najvažnija karakteristika Exchange servera bila je pohrana u bazu podataka, a ona je zadržana do danas.

### Exchange server 5.0
Na tržištu se pojavio 23.maj 1997. godine. Novi Exchange server sadržavao je novu administratorsku konzolu i novo mejl interfejs Exchange Web Access. Takođe uvodi pristup mrežama koje koriste SMTP server i omogućuje komuniciranje direktno sa serverima pomoću dodatka zvanog Internet Mail Connector. Zajedno sa Exchange Serverom 5.0, Microsoft je izdao i MS Outlook 8.01, MS Exchange Client 5.0 i MS Schedule 7.5 za podršku novim dodatcima Exchange Servera.

### Exchange server 5.5
Na tržištu se pojavio u novembru 1997. godine. Pojavio se u dve verzije, Standard i Enterprise. Standard i Enteprise razlikovali su se po limitu veličine baze podataka i konektorima za prenos mejla. Standard je imala bazu podataka veličine 16GB, a baza podataka u Enteprise verziji povećana je na 8TB. Exchange 5.5 sa sobom je doneo i novu verziju Outlook Web Accessa sa kalendarom. To je bila poslednja verzija koja je imala odvojene SMTP i NNTP direktorijume. Izdana je i verzija 8.03 Microsoft Outlooka.

### Exchange server 2000.
Poznatiji i pod nazivom Exchange 6.0, pojavio se 29. novembar 2000. godine. Verzija je prekoračila mnoga ograničenja prethodnih verzija, kao što je maksimalna veličina baze podataka i povećan je broj servera u klasteru sa dva na četiri. Exchange 2000 je zahtevao i Windows 2000 Server.

### Exchange server 2003.
Verzija 6.5, a ranije znana pod kodnim imenom 'Titanium", donela je velika poboljšanja u pogledu performansi sistema i povećala je efikasnost ljudi. Verzija se pojavila 28. septembra 2003. godine i postala najrasprostranjenija verzija kod korisnika. Exchange server 6.5 radi na Windowsima 2000 i na Windowsima XP, i ako neki novi dodatci rade samo sa novijom verzijom. Exchange 2003 je dostupan u dve verzije, Standard Edition i Enterprise Edition.
Standard podržava jednu bazu podataka poruka po serveru i veličinu baze do 16GB. Uz SP2 maksimalna veličina može dosezati 75GB, ali je zadata veličina 18GB. Enterprise Edition dozvoljava 16TB maksimalnu veličinu baze i ukupno 20 baza podataka po serveru. Minimalni tehnički zahtevi za Exchange Server 2003: Pentium 133 MHz ili jači procesor, 128 MB RAM-a, 500 MB prostora na hard disku, CD ROM uređaj, Windows 2000 Server ili noviji operativni sistem.

### Exchange server 2007.
Donosi nam vidljivi napredak odnosu na prethodnu verziju, a na tržištu se pojavio 7. decembra 2006. godine. Exchange server 2007 izdan je u sklopu Windows Vista, Office 2007 i SharePoint 2007 grupe. Novi proizvodi osmišljeni su kako bi preduzećima omogućili napredovanje u svetu komunikacija, sve većeg broja informacija i stalnih promena, a nude platformu koja će promeniti način na koji se informacije pretvaraju u stvarne prilike i razvoj.

### Exchange Server 2013.
Mircosoft je dostigao RTM prekretnicu za Exchange Server 2013 11.oktobra 2012 godine. Probna verzija ovog proizvoda dostupna je na Microsoft-ovom veb sajtu.
Microsoftov Exchange server je sistem namenjen kolaboraciji u poslovnom okruženju. Exchange server je sastavni deo linije proizvoda Windows Server System (nekadašnjeg Back Officea). Najvažnije funkcije Exchange-a su: elektronska pošta, deljeni kalendari i popisi zadataka (Tasks) te podrška za mobilni i veb-pristup svemu navedenom. Exchange podržava izuzetno velike količine podataka i praktično nema limita u skalabilnosti.